# کولپاردو
کولپاردو (به ایتالیایی: Collepardo) یک کومونه در ایتالیا است که در استان فروزینونه واقع شده‌است.

## خصوصیات
کولپاردو ۲۵٫۰ کیلومترمربع مساحت و ۹۷۵ نفر جمعیت دارد و ۵۸۶ متر بالاتر از سطح دریا واقع شده‌است.